# Liste des œuvres de Henry Purcell
Cette liste des compositions de Henry Purcell est dressée selon le catalogue établi par le musicologue Franklin B. Zimmerman (1923-) dans son ouvrage Henry Purcell, 1659-1695: an analytical catalogue of his music en 1963. 
Chaque œuvre de Purcell porte un numéro précédé d'un Z.

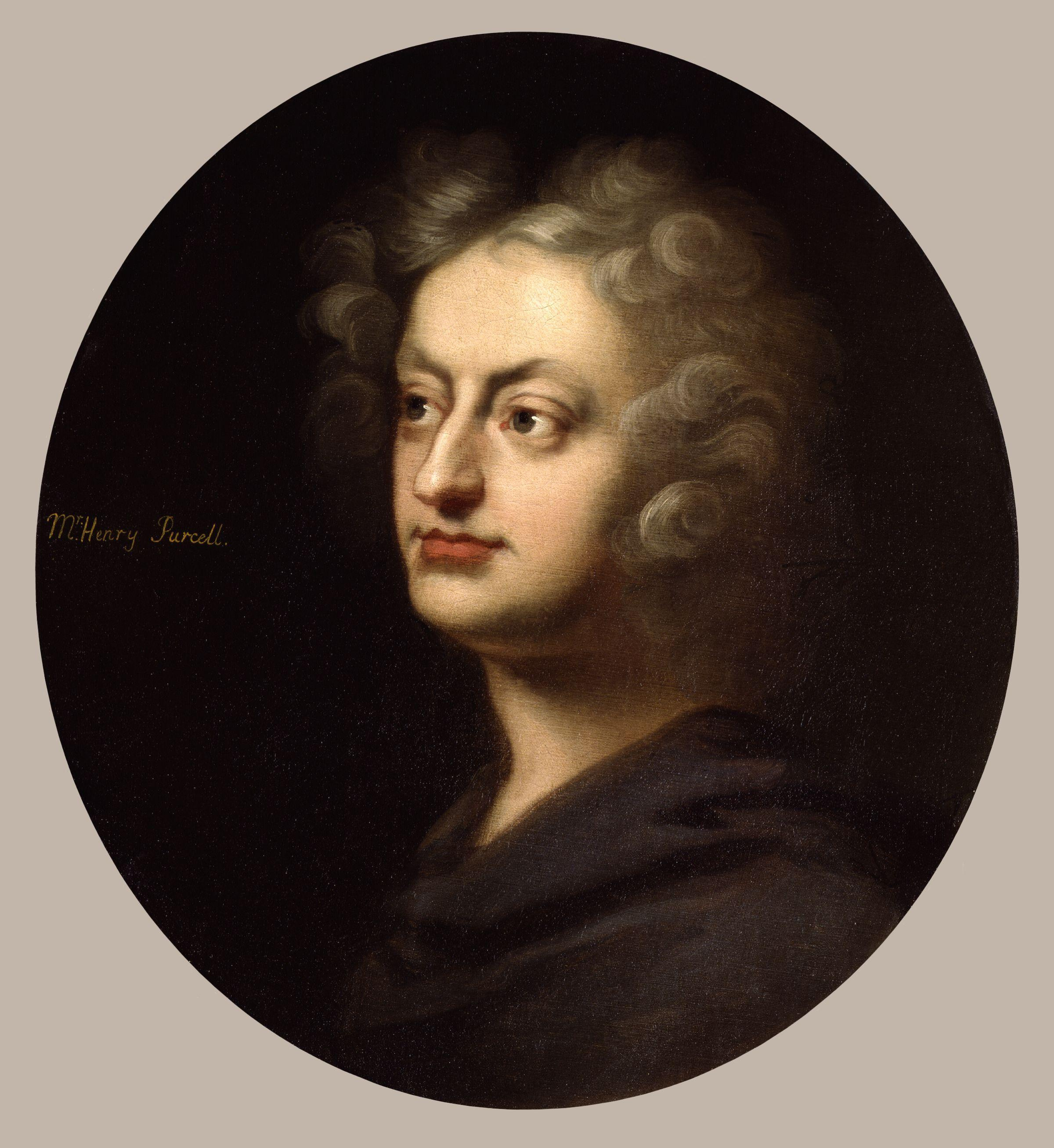
Portait de Henry Purcell, tableau de John Closterman exposé à la National Portrait Gallery, Londres

## Musique sacrée

### Anthems (Z 1–65)
- I 1, Verse Anthem, "Awake, put on thy strength" (vers 1682–1685)
- Z 2, Verse Anthem, "Behold, I bringgf
- Z 3, Verse Anthem, "Behold now, praise the Lord" (vers 1680)
- Z 4, Verse Anthem, "Be merciful unto me" (avant 1683)
- Z 5, Verse Anthem, "Blessed are they that fear the Lord" (1688)
- Z 6, Verse Anthem, "Blessed be the Lord my strength" (avant 1679)
- Z 7, Verse Anthem, "Blessed is he that considereth the poor" (vers 1688)
- Z 8, Verse Anthem, "Blessed is he whose unrighteousness is forgiven" (vers 1680–1692)
- Z 9, Verse Anthem, "Blessed is the man that feareth the Lord" (vers 1688)
- Z 10, Full Anthem, "Blow up the trumpet in Sion" (avant 1679)
- Z 11, Verse Anthem, "Bow down thine ear, O Lord" (vers 1680–1682)
- Z 12, Verse Anthem, "Give sentence with me, O Lord" (before 1681)
- Z 13, Verse Anthem, "Hear me, O Lord, and that soon" (vers 1680–1682) – (Il existe deux versions de cette œuvre : Z 13A et Z 13B)
- Z 14, Verse Anthem, "Hear my prayer, O God" (avant 1683)
- Z 15, Full Anthem, "Hear my prayer, O Lord" (avant 1683)
- Z 16, Verse Anthem, "In thee, O Lord, do I put my trust" (vers 1682)
- Z 17, Full Anthem, "In the midst of life" (before 1682) – (Il existe deux versions de cette œuvre : Z 17A et Z 17B)
- Z 18, Verse Anthem, "It is a good thing to give thanks" (vers 1682–1685)
- Z 19, Verse Anthem, "I was glad when they said unto me" (vers 1682–1683)
- Z 20, Verse Anthem, "I will give thanks unto Thee, O Lord" (vers 1682–1685)
- Z 21, Verse Anthem, "I will give thanks unto the Lord" (vers 1680–1682)
- Z 22, Full Anthem, "I will sing unto the Lord" (avant 1679)
- Z 23, Verse Anthem, "Let God arise" (avant 1679)
- Z 24, Verse Anthem, "Let mine eyes run down with tears" (vers 1682)
- Z 25, Full Anthem, "Lord, how long wilt Thou be angry?" (vers 1680–1682)
- Z 26, Verse Anthem, "Lord, who can tell how oft he offendeth?" (vers 1677)
- Z 27, Full Anthem, "Man that is born of woman" (vers 1680–1682)
- Z 28, Verse Anthem, "My beloved spake" (avant 1677)
- Z 29, Verse Anthem, "My heart is fixed, O God" (avant 1682–1685)
- Z 30, Verse Anthem, "My heart is inditing" (1685)
- Z 31, Verse Anthem, "My song shall be always" (1690)
- Z 32, Verse Anthem, "O consider my adversity" (date de composition inconnue)
- Z 33, Verse Anthem, "O give thanks unto the Lord" (1693)
- Z 34, Full Anthem, "O God, the king of glory" (before 1679)
- Z 35, Full Anthem, "O God, thou art my god" (vers 1680–1682)
- Z 36, Full Anthem, "O God, thou has cast us out" (vers 1680–1682)
- Z 37, Full Anthem, "O Lord God of hosts" (vers 1680–1682)
- Z 38, Verse Anthem, "O Lord, grant the King a long life" (1685)
- Z 39, Verse Anthem, "O Lord, our governor" (before 1679)
- Z 40, Verse Anthem, "O Lord, rebuke me not" (date de composition inconnue)
- Z 41, Verse Anthem, "O Lord, Thou art my God" (vers 1680–1682)
- Z 42, Verse Anthem, "O praise God in his holiness" (vers 1682–1685)
- Z 43, Verse Anthem, "O praise the Lord, all ye heathen" (avant 1681)
- Z 44, Verse Anthem, "O sing unto the Lord" (1688)
- Z 45, Verse Anthem, "Out of the deep have I called" (vers 1680)
- Z 46, Verse Anthem, "Praise the Lord, O Jerusalem" (1689) – (Il existe une autre œuvre portant le numéro Z 46, un fragment d'un Verse Anthem intitulé '"Praise the Lord, ye servants"]
- Z 47, Verse Anthem, "Praise the Lord, O my soul, and all that is within me" (vers 1682–1685)
- Z 48, Verse Anthem, "Praise the Lord, O my soul, O Lord my God" (1687)
- Z 49, Verse Anthem, "Rejoice in the Lord alway" (vers 1682–1685) (surnommé "The Bell Anthem")
- Z 50, Full Anthem, "Remember not, Lord, our offences" (vers 1679–1682)
- Z 51, Full Anthem, "Save me, O God" (avant 1681)
- Z 52, Verse Anthem, "Sing unto God" (1687)
- Z 53, Verse Anthem, "The Lord is king, be the people never so impatient" (date de composition inconnue)
- Z 54, Verse Anthem, "The Lord is King, the earth may be glad [thereof]" (1688)
- Z 55, Verse Anthem, "The Lord is my light" (vers 1682–1685)
- Z 56, Verse Anthem, "The way of God is an undefiled way" (1694)
- Z 57, Verse Anthem, "They that go down to the sea in ships" (1685)
- Z 58, Verse Anthem, "Thou know'st, Lord, the secrets of our hearts" (1687) – (Il existe deux versions de cette œuvre, Z 58A et Z 58B, outre un Full Anthem Z 58C)
- Z 59, Full Anthem, "Thy righteousness, O God, is very high" (date de composition inconnue)
- Z 60, Verse Anthem, "Thy way, O God, is holy" (1687)
- Z 61, Verse Anthem, "Thy word is a lantern unto my feet" (date de composition inconnue)
- Z 62, Verse Anthem, "Turn thou us, O good Lord" (date de composition inconnue)
- Z 63, Verse Anthem, "Unto Thee will I cry" (vers 1682–1685)
- Z 64, Verse Anthem, "Who hath believed our report?" (vers 1679–1680)
- Z 65, Verse Anthem, "Why do the heathen so furiously rage together?" (vers 1682–1685)

### Hymns and sacred songs (hymnes et chants sacrés) (Z 101–200)
- Z 101, Catch, "Joy, mirth, triumphs I do defy" (date de composition inconnue) – (Peut-être au départ un "Alleluia")
- Z 103, Canon, "Gloria Patri et Filio" (vers 1680)
- Z 104, Canon, "Gloria Patri et Filio" – Canon 3 in 1 (vers 1680)
- Z 105, Canon, "Gloria Patri et Filio" – Canon 4 in 1 per arsin et thesin (vers 1680)
- Z 106, Canon, "Gloria Patri et Filio" – Canon 4 in 1 (vers 1680)
- Z 107, Canon, "Gloria Patri et Filio" – Canon 7 in 1 at the unison (date de composition inconnue)
- Z 108, Canon, "Laudate Dominum" – Canon 3 in 1 (date de composition inconnue)
- Z 109, Canon, "Misere Mei" – Canon 4 in 2 (publié en 1687)
- Z 120, Chant en la mineur (date de composition inconnue) – (les œuvres numérotées de Z 120 à Z 125 sont d'attribution douteuse)
- Z 121, Chant en sol majeur (date de composition inconnue)
- Z 122, Chant en sol majeur (date de composition inconnue)
- Z 123, Chant en ré mineur (date de composition inconnue)
- Z 124, Chant en sol majeur (date de composition inconnue)
- Z 125, Burford psalm-tune en sol mineur (date de composition inconnue)
- Z 130, Hymn, "Ah! few and full of sorrow" (vers 1680)
- Z 131, Hymn, "Beati omnes [qui timent Dominum]" (vers 1680)
- Z 132, Hymn, "Early, O Lord, my fainting soul" (vers 1680)
- Z 133, Hymn, "Hear me, O Lord, the great support" (1680–1682)
- Z 134, Hymn, "In guilty night" (publié en 1693)
- Z 135, Hymn, "Jehova, quam multi sunt [hestes]" (vers 1680)
- Z 136, Hymn, "Lord, I can suffer thy rebukes" (vers 1680)
- Z 137, Hymn, "Lord, not to us, but to thy name" (vers 1680)
- Z 138, Hymn, "O all ye people, clap your hands" (vers 1680)
- Z 139, Hymn, "O happy man that fears the Lord" (date de composition inconnue)
- Z 140, Hymn, "O, I'm sick of life" (vers 1680)
- Z 141, Hymn, "O Lord our governor" (vers 1680)
- Z 142, Hymn, "Plung'd in the confines of despair" (vers 1680)
- Z 143, Hymn, "Since God, so tender a regard" (vers 1680)
- Z 144, Hymn, "When on my sickbed I languish" (vers 1680)
- Z 181, Hymn, "Awake, and with attention hear" (publié en 1681)
- Z 182, Hymn, "Awake, ye dead" (publié en 1693)
- Z 183, Hymn, "Begin the song, and strike the living lyre" (publié en 1681)
- Z 184, Hymn, "Close thine eyes and sleep secure" (publié en 1688)
- Z 185, Hymn, "Full of wrath his threatening breath" (date de composition inconnue)
- Z 186, Hymn, "Great God and just" (publié en 1688)
- Z 187, Hymn, "Hosanna to the highest" (date de composition inconnue)
- Z 188, Hymn, "How have I strayed" (publié en 1688)
- Z 189, Hymn, "How long, great God?" (publié en 1688)
- Z 190, Hymn, "In the black dismal dungeon of despair" (publié en 1688)
- Z 191, Hymn, "Let the night perish" (publié en 1688)
- Z 192, Hymn, "Lord, what is man?" (publié en 1693)
- Z 193, Hymn, "Now that the sun hath veiled his light" (publié en 1688)
- Z 195, Hymn, "Sleep, Adam[, sleep and take thy rest]" (publié en 1688)
- Z 196, Hymn, "Tell me, some pitying angel" (publié en 1693)
- Z 197, Hymn, "The earth trembled" (publié en 1688)
- Z 198, Hymn, "Thou wakeful shepherd" (publié en 1688)
- Z 199, Hymn, "We sing to him, whose wisdom form'd the ear" (publié en 1688)
- Z 200, Hymn, "With sick and famish'd eyes" (publié en 1688)

### Services (Z 230–232)
- Z 230/1, Morning Service, "Te Deum Laudamus en si bémol majeur" (avant 1682)
- Z 230/2, Morning Service, "Benedictus en si bémol majeur" (avant 1682)
- Z 230/3, Morning Service, "Benedicite Omnia Opera en si bémol majeur" (avant 1682)
- Z 230/4, Morning Service, "Jubilate Deo en si bémol majeur" (avant 1682)
- Z 230/5, Communion Service, "Kyrie Eleison en si bémol majeur" (avant 1682)
- Z 230/6, Communion Service, "Nicene Creed en si bémol majeur" (avant 1682)
- Z 230/7, Evening Service, "Magnificat en si bémol majeur" (avant 1682)
- Z 230/8, Evening Service, "Nunc dimittis en si bémol majeur" (avant 1682)
- Z 230/9, Evening Service, "Cantate Domino en si bémol majeur" (avant 1682)
- Z 230/10, Evening Service, "Deus misereator en si bémol majeur" (avant 1682)
- Z 231, Evening Service, "Magnificat and Nunc dimittis en sol mineur" (date de composition inconnue)
- Z 232, Morning Service, "Te Deum and Jubilate Deo en do majeur" (1694)

### Catchs(Z 240–292)
- Z 240, Catch, "A health to the nut-brown lass" (1685)
- Z 241, Catch, "An ape, a lion, a fox and an ass" (1686)
- Z 242, Catch, "As Roger last night to Jenny lay close" (date de composition inconnue)
- Z 243, Catch, "Bring the bowl and cool Nantz" (1693–1694)
- Z 244, Catch, "Call for the reckoning" (date de composition inconnue)
- Z 245, Catch, "Come let us drink" (date de composition inconnue)
- Z 246, Catch, "Come my hearts, play your parts" (1685)
- Z 247, Catch, "Down, down with Bacchus" (1693)
- Z 248, Catch, "Drink on till night be spent" (1686)
- Z 249, Catch, "Full bags, a brisk bottle" (1686)
- Z 250, Catch, "God save our sovereign Charles" (1685)
- Z 251, Catch, "Great Apollo and Bacchus" (date de composition inconnue)
- Z 252, Catch, "Here's a health, pray let it pass" (date de composition inconnue)
- Z 253, Catch, "Here's that will challenge all the fair" (1680)
- Z 254, Catch, "He that drinks is immortal" (1686)
- Z 255, Catch, "If all be true that I do think" (1689)
- Z 256, Catch, "I gave her cakes and I gave her ale" (1690)
- Z 257, Catch, "Is Charleroy's siege come too?" (1693)
- Z 258, Catch, "Let the grave folks go preach" (1685)
- Z 259, Catch, "Let us drink to the blades" (1691)
- Z 260, Catch, "My lady's coachman, John" (1688)
- Z 261, Catch, "Now England's great council's assembled" (1685)
- Z 262, Catch, "Now, now we are met and humours agree" (1688)
- Z 263, Catch, "Of all the instruments that are" (1693)
- Z 264, Catch, "Once in our lives let us drink to our wives" (1686)
- Z 265, Catch, "Once, twice, thrice, I Julia tried" (date de composition inconnue)
- Z 266, Catch, "One industrious insect" (date de composition inconnue)
- Z 267, Catch, "Pale faces, stand by" (1688)
- Z 268, Catch, "Pox on you for a fop" (date de composition inconnue)
- Z 269, Catch, "Prithee be n't so sad and serious" (date de composition inconnue)
- Z 270, Catch, "Room for th'express" (1694)
- Z 271, Catch, "Since the duke is return's" (1685)
- Z 272, Catch, "Since time so kind to us does prove" (date de composition inconnue)
- Z 273, Catch, "Sir Walter enjoying his damsel" (date de composition inconnue)
- Z 274, Catch, "Soldier, soldier, take off thy wine" (date de composition inconnue)
- Z 275, Catch, "Sum up all the delights" (1688)
- Z 276, Catch, "The Macedon youth" (1686)
- Z 277, Catch, "The miller's daughter riding" (1686)
- Z 278, Catch, "The surrender of Limerick" (1691)
- Z 279, Catch, "'Tis easy to force" (1685)
- Z 280, Catch, "'Tis too late for a coach" (1686)
- Z 281, Catch, "'Tis women makes us love" (1685)
- Z 282, Catch, "To all lovers of music" (1687)
- Z 283, Catch, "To thee, to thee and to a maid" (1685)
- Z 284, Catch, "True Englishmen drink a good health" (c. 1689)
- Z 285, Catch, "Under a green elm lies Luke Shepherd's helm" (1686)
- Z 286, Catch, "Under this stone lies Gabriel John" (1686)
- Z 287, Catch, "When V and I together meet" (1686)
- Z 288, Catch, "Who comes there?" (1685)
- Z 289, Catch, "Wine in a morning makes us frolic and gay" (1686)
- Z 290, Catch, "Would you know how we meet" (1685)
- Z 291, Catch, "Young Colin cleaving of a beam" (1691)
- Z 292, Catch, "Young John the gard'ner" (1683)

### Odes et welcome songs (odes et chants pour cérémonies de bienvenue) (Z 320–344)
- Z 320, Ode, "Arise my Muse" (1690)
- Z 321, Ode, "Celebrate this festival" (1693)
- Z 322, Ode, "Celestial music did the gods inspire" (1689)
- Z 323, Ode, "Come Ye Sons of Art" (1694)
- Z 324, Ode, "Fly, bold rebellion" (1683)
- Z 325, Ode, "From hardy climes and dangerous toils of war" (1683)
- Z 326, Ode, "From those serene and rapturous joys" (1684)
- Z 327, Ode, "Great parent, hail!" (1694)
- Z 328, Ode, "Hail! Bright Cecilia" (Ode à sainte Cécile) (1692)
- Z 329, Ode, "Laudate Ceciliam" (1683)
- Z 331, Ode, "Love's goddess sure was blind" (1692)
- Z 332, Ode, "Now does the glorious day appear" (1689)
- Z 333, Ode, "Of old when heroes thought it base" (1690)
- Z 334, Ode, "Raise raise the voice" (c. 1685)
- Z 335, Ode, "Sound the trumpet, beat the drum" (1678)
- Z 336, Ode, "Swifter, Isis, swifter flow" (1681)
- Z 337, Ode, "The summer's absence unconcerned we bear" (1682)
- Z 338, Ode, "Welcome, welcome glorious morn" (1691)
- Z 339, Ode, "Welcome to all the pleasures" (1683)
- Z 340, Ode, "Welcome, vicegerent of the mighty king" (1680)
- Z 341, Ode, "What, what shall be done in behalf of the man?" (1682)
- Z 342, Ode, "Who can from joy refrain?" (1695)
- Z 343, Ode, "Why, why are all the Muses mute?" (1685)
- Z 344, Ode, "Ye tuneful Muses" (1686)

## Musique profane

### Songs (chansons) (Z 351–547)
- Z 351, Song, "Aaron thus propos'd to Moses" (1688) – (attribution douteuse)
- Z 352, Song, "Ah! Cruel nymph, you give despair" (date de composition inconnue)
- Z 353, Song, "Ah! how pleasant 'tis to love" (1688)
- Z 354, Song, "Ah! Cruel nymph, you give despair" (date de composition inconnue)
- Z 355, Song, "Amidst the shades and cool refreshing streams" (1687)
- Z 356, Song, "Amintas, to my grief I see" (1679)
- Z 357, Song, "Amintor, heedless of his flocks" (1681)
- Z 358, Song, "Ask me to love no more" (1694)
- Z 359, Song, "A thousand sev'ral ways I tried" (1684)
- Z 360, Song, "Bacchus is a power divine" (date de composition inconnue)
- Z 361, Song, "Beware, poor Shepherds" (1684)
- Z 362, Song, "Cease, anxious world" (1687)
- Z 363, Song, "Cease, O my sad soul" (1678)
- Z 364, Song, "Celia's fond, too long I've loved her" (1694)
- Z 365, Song, "Corinna is divinely fair" (1692)
- Z 367, Song, "Cupid, the slyest rogue alive" (1685)
- Z 368, Song, "Farewell, all joys" (1685)
- Z 369, Song, "Fly swift, ye hours" (1692)
- Z 370, Song, "From silent shades and the Elysian groves" (1683)
- Z 371, Song, "Hears not my Phyllis" (1695)
- Z 372, Song, "He himself courts his own ruin" (1684)
- Z 373, Song, "How delightful's the life of an innocent swain" (date de composition inconnue)
- Z 374, Song, "How I sigh when I think of the charms" (1681)
- Z 375, Song, "I came, I saw, and was undone" (date de composition inconnue)
- Z 376, Song, "I envy not a monarch's fate" (1693)
- Z 377, Song, "I fain would be free" (date de composition inconnue)
- Z 378, Song, "If grief has any power to kill" (1685)
- Z 379, Song, "If music be the food of love" (1692–1695)
- Z 380, Song, "If prayers and tears" (date de composition inconnue)
- Z 381, Song, "I lov'd fair Celia" (1694)
- Z 382, Song, "I love and I must" (date de composition inconnue)
- Z 383, Song, "Incassum Lesbia, incassum rogas" (1695)
- Z 384, Song, "In Cloris all soft charms" (1684)
- Z 385, Song, "In vain we dissemble" (1685)
- Z 386, Song, "I resolve against cringing" (1679)
- Z 387, Song, "I saw that you were grown so high" (1678)
- Z 388, Song, "I take no pleasure in the sun's bright beams" (1681)
- Z 389, Song, "Leave these useless arts in loving" (date de composition inconnue)
- Z 390, Song, "Let each gallant heart" (1683)
- Z 391, Song, "Let formal lovers still pursue" (1687)
- Z 392, Song, "Love arms himself in Celia's eyes" (date de composition inconnue)
- Z 393, Song, "Love is now become a trade" (1685)
- Z 394, Song, "Lovely Albina's come ashore" (date de composition inconnue)
- Z 395, Song, "Love's power in my heart shall find no compliance" (1688)
- Z 396, Song, "Love, thou canst hear, tho' thou art blind" (1695)
- Z 397, Song, "More love or more disdain I crave" (1678)
- Z 399, Song, "My heart, wherever you appear" (1685)
- Z 400, Song, "Not all my torments can your pity move" (date de composition inconnue)
- Z 401, Song, "No watch, dear Celia, just is found" (1693)
- Z 402, Song, "O! fair Cedaria, hide those eyes" (date de composition inconnue)
- Z 403, Song, "O! how happy's he" (1690)
- Z 404, Song, "Olinda in the shades unseen" (date de composition inconnue)
- Z 405, Song, "On the brow of Richmond Hill" (1692)
- Z 406, Song, "O solitude, my sweetest choice" (1687)
- Z 407, Song, "Pastora's beauties when unblown" (1681)
- Z 408, Song, "Phyllis, I can ne'er forgive it" (1688)
- Z 409, Song, "Phillis, talk no more of passion" (1685)
- Z 410, Song, "Pious Celinda goes to prayers" (1695)
- Z 411, Song, "Rashly I swore I would disown" (1683)
- Z 412, Song, "Sawney is a bonny lad" (1694)
- Z 413, Song, "She loves and she confesses too" (1683)
- Z 414, Song, "She that would gain a faithful lover" (1695)
- Z 415, Song, "She who my poor heart possesses" (1683)
- Z 416, Song, "Since one poor view has drawn my heart" (1681)
- Z 417, Song, "Spite of the godhead, pow'rful love" (1687)
- Z 418, Song, "Sweet, be no longer sad" (1678)
- Z 420, Song, "Sylvia, now your scorn give over" (1688)
- Z 421, Song, "The fatal hour comes on apace" (date de composition inconnue)
- Z 422, Song, "They say you're angry" (1685)
- Z 423, Song, "This poet sings the Trojan wars" (1688)
- Z 424, Song, "Through mournful shades and solitary groves" (1684)
- Z 425, Song, "Turn then thine eyes" (date de composition inconnue)
- Z 426, Song, "Urge me no more" (date de composition inconnue)
- Z 427, Song, "We now, my Thyrsis, never find" (1693)
- Z 428, Song, "What a sad fate is mine" (date de composition inconnue)
- Z 429, Song, "What can we poor females do?" (1694)
- Z 430, Song, "When first Amintas sued for a kiss" (1687)
- Z 431, Song, "When first my shepherdess and I" (1687)
- Z 432, Song, "When her languishing eyes said 'love'" (1681)
- Z 433, Song, "When I a lover pale do see" (1678)
- Z 434, Song, "When my Aemelia smiles" (date de composition inconnue)
- Z 435, Song, "When Strephon found his passion vain" (1683)
- Z 436, Song, "When Thyrsis did the splendid eye" (1675)
- Z 437, Song, "While Thyrsis, wrapt in downy sleep" (1685)
- Z 438, Song, "Whilst Cynthia sung, all angry winds lay still" (1686)
- Z 440, Song, "Who but a slave can well express" (date de composition inconnue)
- Z 441, Song, "Who can behold Florella's charms?" (1695)
- Z 442, Song, "Why so serious, why so grave?" (date de composition inconnue)
- Z 443, Song, "Ye happy swains, whose nymphs are kind" (1685)
- Z 444, Song, "Stript of their green our groves appear" (1692)
- Z 461, Song, "Beneath a dark and melancholy grove" (date de composition inconnue)
- Z 462, Song, "Draw near, you lovers" (date de composition inconnue)
- Z 463, Song, "Farewell, ye rocks" (1685)
- Z 464, Song, "Gently shepherds, you that know" (1687)
- Z 465, Song, "High on a throne of glitt'ring ore" (1690)
- Z 466, Song, "Let us, kind Lesbia, give away" (1684)
- Z 467, Song, "Musing on cares of human fate" (1685)
- Z 468, Song, "No, to what purpose should I speak" (date de composition inconnue)
- Z 469, Song, "Scarce had the rising sun appear'd" (1679)
- Z 470, Song, "See how the fading glories of the year" (1689)
- Z 471, Song, "Since the pox or the plague" (1679)
- Z 472, Song, "What hope for us remains now he is gone?" (1679)
- Z 473, Song, "Young Thyrsis' fate, ye hills and groves, deplore" (date de composition inconnue)
- Z 482, Song, "Alas, how barbarous we are" (date de composition inconnue)
- Z 483, Song, "Come, dear companions of th'Arcadian fields" (1686)
- Z 484, Song, "Come, lay by all care" (1685)
- Z 485, Song, "Dulcibella, when e'er I sue for a kiss" (1694)
- Z 486, Song, "Fair Cloe, my breast so alarms" (1692)
- Z 487, Song, "Fill the bowl with rosy wine" (1687)
- Z 489, Song, "Go tell Amynta, gentle swain" (date de composition inconnue)
- Z 490, Song, "Haste, gentle Charon" (date de composition inconnue)
- Z 491, Song, "Has yet your breast no pity learn'd?" (1688)
- Z 492, Song, "Hence, fond deceiver" (1687)
- Z 493, Song, "Here's to thee, Dick" (1688)
- Z 494, Song, "How great are the blessings 'A Health to King James'" (1686)
- Z 495, Song, "How sweet is the air and refreshing" (1687)
- Z 496, Song, "In all our Cynthia's shining sphere" (date de composition inconnue)
- Z 497, Song, "In some kind dream" (1687)
- Z 498, Song, "I saw fair Cloris all alone" (1687)
- Z 499, Song, "I spy Celia, Celia eyes me" (1687)
- Z 500, Song, "Julia, your unjust disdain" (1687)
- Z 501, Song, "Let Hector, Achilles and each brave commander" (1689)
- Z 502, Song, "Lost is my quiet forever" (1691)
- Z 503, Song, "Nestor, who did to thrice man's age attain" (1689)
- Z 504, Song, "O dive custos Auriacae domus" (1695)
- Z 505, Song, "Oft am I by the women told" (1687)
- Z 506, Song, "Oh! what a scene does entertain my sight" (date de composition inconnue)
- Z 507, Song, "Saccharissa's grown old" (1686)
- Z 508, Song, "See where she sits" (date de composition inconnue)
- Z 509, Song, "Sit down, my dear Sylvia" (1685)
- Z 510, Song, "Soft notes and gently raised" (1685)
- Z 511, Song, "Sylvia, thou brighter eye of night" (date de composition inconnue)
- Z 512, Song, "Sylvia, 'tis true you're fair" (1686)
- Z 513, Song, "There never was so wretched lover as I" (date de composition inconnue)
- Z 514, Song, "Though my mistress be fair" (1685)
- Z 515, Song, "Trip it, trip it in a ring" (date de composition inconnue)
- Z 516, Song, "Underneath this myrtle shade" (1692)
- Z 517, Song, "Were I to choose the greatest bliss" (1689)
- Z 518, Song, "What can we poor females do?" (date de composition inconnue)
- Z 519, Song, "When gay Philander left the plain" (1684)
- Z 520, Song, "When, lovely Phyllis, thou art kind" (1685)
- Z 521, Song, "When Myra sings" (1695)
- Z 522, Song, "When Teucer from his father fled" (1686)
- Z 523, Song, "While bolts and bars my days control" (date de composition inconnue)
- Z 524, Song, "While you for me alone had charms" (date de composition inconnue)
- Z 525, Song, "Why, my Daphne, why complaining?" (1691)
- Z 541, Song, "Hark Damon, hark" (date de composition inconnue)
- Z 542, Song, "Hark how the wild musicians sing" (date de composition inconnue)
- Z 543, Song, "How pleasant is this flowery plain" (1688)
- Z 544, Song, "If ever I more riches did desire" (date de composition inconnue)
- Z 545, Song, "In a deep vision's intellectual scene 'The Complaint'" (date de composition inconnue)
- Z 546, Song, "'Tis wine was made to rule the day" (date de composition inconnue)
- Z 547, Song, "We reap all the pleasures" (date de composition inconnue)

### Theatre Music (musique de scène) (Z 570–613)
- Z 570, Incidental Music, Abdelazer or The Moor's Revenge (1695)
  - Movt. 1, Overture
  - Suite
    - Movt. 2, Rondeau
    - Movt. 3, Air
    - Movt. 4, Air
    - Movt. 5, Minuet
    - Movt. 6, Air
    - Movt. 7, Jig
    - Movt. 8, Hornpipe
    - Movt. 9, Air

  - Movt. 10, Song, "Lucinda is bewitching fair"
- Z 571, Incidental Music, A Fool's Preferment or The Three Dukes of Dunstable (1688)
  - Movt. 1, Song, "I sigh'd, and I pin'd"
  - Movt. 2, Song, "There's nothing so fatal as woman"
  - Movt. 3, Song, "Fled is my love"
  - Movt. 4, Song, "'Tis death alone"
  - Movt. 5, Song, "I'll mount to yon blue Coelum"
  - Movt. 6, Song, "I'll sail upon the Dog-star"
  - Movt. 7, Song, "Jenny, 'gin you can love"
  - Movt. 8, Song, "If thou wilt give me back my love"
- Z 572, Incidental Music, Amphitryon or The Two Sosias (1690) – (Les mouvements 3 à 9 sont d'attribution douteuse, et un mouvement est perdu entre 2 et 11)
  - Movt. 1, Overture
  - Movt. 2, Saraband
  - Movt. 3, Song, "Celia, that I once was blest"
  - Movt. 4, Hornpipe
  - Movt. 5, Scotch tune
  - Movt. 6, Song, "For Iris I sigh"
  - Movt. 7, Air
  - Movt. 8, Minuet
  - Movt. 9, Hornpipe
  - Movt. 11, Song, "Fair Iris and her swain"
  - Movt. 12, Bourrée
- Z 573, Incidental Music, Aureng-Zebe or The Great Mogul (1692)
  - Movt. 1, Song, "I see, she flies me"
- Z 574, Incidental Music, Bonduca or The British Heroine (1695) – (Les mouvements 2 à 7 sont d'attribution douteuse, et deux 2 mouvements entre 1 et 10 sont perdus)
  - Movt. 1, Overture
  - Suite
    - Movt. 2, Air
    - Movt. 3, Hornpipe
    - Movt. 4, Air
    - Movt. 5, Hornpipe
    - Movt. 6, Air
    - Movt. 7, Minuet

  - Movt. 10, Catch, "Jack, thou'rt a toper"
  - Movt. 11, Prelude and Song, "Hear us great Rugwith"
  - Movt. 12, Song, "Hear, ye Gods of Britain"
  - Movt. 13, Song, "Sing, sing, ye Druids"
  - Movt. 14, Song, "Divine Andate, president of war"
  - Movt. 15, Symphony and Song, "To arms"
  - Movt. 16, Prelude and Song, "Britons strike home!"
  - Movt. 17, Prelude and Song, "O lead me to some peaceful gloom"
- Z 575, Incidental Music, Circe (1690)
  - Movt. 1, Prelude and Song, "We must assemble by a sacrifice"
  - Movt. 2, Song, "Their necessary aid you use"
  - Movt. 3, Song, "Come every demon"
  - Movt. 4, Song, "Lovers, who to their first embraces go"
  - Movt. 5, Song, "Magician's Dance"
  - Movt. 6, Song, "Pluto arise!"
- Z 576, Incidental Music, Cleomenes, the Spartan Hero (1692)
  - Movt. 1, Song, "No, no, poor suff'ring heart"
- Z 577, Incidental Music, Distressed Innocence or The Princess of Persia (1694) – (Deux mouvements de la suite sont d'attribution douteuse)
  - Movt. 1, Overture
  - Suite
    - Movt. 2, Air (or Jig)
    - Movt. 3, Slow Air (or Rondeau)
    - Movt. 4, Air
    - Movt. 5, Hornpipe (or Minuet)
- Z 578, Incidental Music, Don Quixote (1694–95)
  - Movt. 1, Song, "Sing all ye Muses"
  - Movt. 2, Song, "When the world first knew creation"
  - Movt. 3, Song, "Let the dreadful engines"
  - Movt. 4, Prelude
  - Movt. 5, Song, "With this sacred charming wand"
  - Movt. 6, Song, "Since times are so bad"
  - Movt. 7, Prelude and Song, "Genius of England"
  - Movt. 8, Song, "Lads and Lasses, blith and gay"
  - Movt. 9, Song, "From rosie bow'rs"
- Z 579, Incidental Music, Epsom Wells (1693)
  - Movt. 1, Song, "Leave these useless arts"
- Z 580, Incidental Music, Henry the Second, King of England (1692)
  - Movt. 1, Song, "In vain, 'gainst Love, in vain I strove"
- Z 581, Incidental Music, The History of King Richard the Second or The Sicilian Usurper (1681)
  - Movt. 1, Song, "Retir'd from any mortal's sight"
- Z 582, Incidental Music, Love Triumphant or Nature Will Prevail (1693)
  - Movt. 1, Song, "How happy's the husband"
- Z 583, Incidental Music, Oedipus (1692)
  - Movt. 1, Prelude and Song, "Hear, ye sullen powers below"
  - Movt. 2, Song, "Music for a While"
  - Movt. 3, Song, "Come away, do not stay"
  - Movt. 4, Song, "Laius! Hear, hear"
- Z 584, Incidental Music, Oroonoko (1695)
  - Movt. 1, Song, "Celemene, pray tell me"
- Z 585, Incidental Music, Pausanias, the Betrayer of his Country (1695)
  - Movt. 1, Song, "Sweeter than roses"
  - Movt. 2, Song, "My dearest, my fairest"
- Z 586, Incidental Music, Regulus or The Faction of Carthage (1692)
  - Movt. 1, Song, "Ah me! to many deaths"
- Z 587, Incidental Music, Rule a Wife and Have a Wife (1693)
  - Movt. 1, Song, "There's not a swain"
- Z 588, Incidental Music, Sir Anthony Love or The Rambling Lady (1692)
  - Movt. 1, Overture
  - Movt. 2, Prelude and Song, "Pursuing Beauty"
  - Movt. 3, Song, "No more, Sir, no more"
  - Movt. 4, Song, "In vain Clemene"
  - Movt. 5, Ground
- Z 589, Incidental Music, Sir Barnaby Whigg or No Wit Like a Woman's (1681)
  - Movt. 1, Song, "Blow, blow, Boreas, blow"
- Z 590, Incidental Music, Sophonisba or Hannibal's Overthrow (1685)
  - Movt. 1, Song, "Beneath the poplar's shadow"
- Z 591, Incidental Music, The Canterbury Guests or A Bargain Broken (1694)
  - Movt. 1, Song, "Good neighbor why?"
- Z 592, Incidental Music, The Double Dealer (1693)
  - Movt. 1, Overture
  - Suite
    - Movt. 2, Hornpipe
    - Movt. 3, Minuet
    - Movt. 4, Air
    - Movt. 5, Hornpipe
    - Movt. 6, Minuet
    - Movt. 7, Minuet
    - Movt. 8, Air
    - Movt. 9, Air

  - Movt. 10, Song, "Cynthia frowns"
- Z 594, Incidental Music, The English Lawyer (1685)
  - Movt. 1, Catch, "My wife has a tongue"
- Z 595, Incidental Music, The Fatal Marriage or The Innocent Adultery (1694)
  - Movt. 1, Song, "The danger is over"
  - Movt. 2, Song, "I sigh'd and owned my love"
- Z 596, Incidental Music, The Female Virtuosos (1693)
  - Movt. 1, Song, "Love, thou art best"
- Z 597, Incidental Music, The Gordian Knot Unty'd (1691) – (Les mouvements de cette suite sont d'attribution douteuse et leur ordre est une conjecture. Un mouvement est perdu)
  - Movt. 1, Overture
  - Suite
    - Movt. 2, Air
    - Movt. 3, Rondeau Minuet
    - Movt. 4, Air
    - Movt. 5, Jig
    - Movt. 6, Chaconne
    - Movt. 7, Air
    - Movt. 8, Minuet
- Z 598, Incidental Music, The Indian Emperor or The Conquest of Mexico (1691)
  - Movt. 1, Song, "I look'd and saw within"
- Z 599, Incidental Music, The Knight of Malta (1691)
  - Movt. 1, Catch, "At the close of the ev'ning"
- Z 600, Incidental Music, The Libertine or The Libertine Destroyed (1692)
  - Movt. 1, Song, "Nymphs and shepherds/We come"
  - Movt. 2, Prelude and Song, "Prepare, prepare, new guests draw near"
  - Movt. 3, Prelude and Song, "To arms, heroic prince"
- Z 601, Incidental Music, The Maid's Last Prayer or Any Rather Than Fail (1693)
  - Movt. 1, Song, "Though you make no return"
  - Movt. 2, Song, "No, resistance is but vain"
  - Movt. 3, Song, "Tell me no more"
- Z 602, Incidental Music, The Marriage-hater Match'd (1693)
  - Movt. 1, Song, "As soon as the chaos"
  - Movt. 2, Song, "How vile are the sordid intregues"
- Z 603, Incidental Music, The Married Beau or The Curious Impertinent (1694)
  - Movt. 1, Overture
  - Suite
    - Movt. 2, Slow Air
    - Movt. 3, Hornpipe
    - Movt. 4, Air
    - Movt. 5, Hornpipe
    - Movt. 6, Jig
    - Movt. 7, Trumpet Air
    - Movt. 8, March
    - Movt. 9, Hornpipe on a ground

  - Movt. 10, Song, "See! where repenting Celia lyes"
- Z 604, Incidental Music, The Massacre of Paris (1693)
  - Movt. 1, Song, "Thy genius, lo"
- Z 605, Incidental Music, The Mock Marriage (1695)
  - Movt. 1, Song, "Oh! how you protest"
  - Movt. 2, Song, "'Twas within a furlong"
  - Movt. 3, Song, "Man is for the woman made"
- Z 606, Incidental Music, Theodosius or The Force of Love (1680)
  - Movt. 1, Song, "Prepare, prepare, the rites begin"
  - Movt. 2, Song, "Can'st thou, Marina"
  - Movt. 3, Song, "The gate to bliss"
  - Movt. 4, Prelude and Song "Hark! Hark! behold the heav'nly choir"
  - Movt. 5, Song, "Now the fight's done"
  - Movt. 6, Song, "Sad as death at dead of night"
  - Movt. 7, Song, "Dream no more of pleasures past"
  - Movt. 8, Song, "Hail to the myrtle shade"
  - Movt. 9, Song, "Ah cruel, bloody fate"
- Z 607, Incidental Music, The Old Bachelor (1691)
  - Movt. 1, Overture
  - Suite
    - Movt. 2, Hornpipe
    - Movt. 3, Slow Air
    - Movt. 4, Hornpipe
    - Movt. 5, Rondeau
    - Movt. 6, Menuet
    - Movt. 7, Boree
    - Movt. 8, March
    - Movt. 9, Jig

  - Movt. 10, Song, "Thus to a ripe, consenting maid"
  - Movt. 11, Song, "As Amoret and Thyrsis lay"
- Z 608, Incidental Music, The Richmond Heiress or A Woman Once in the Right (1691) – (Les mouvements 2 et 3 sont perdus, comme les titres des chansons)
  - Movt. 1, Song, "Behold the man"
- Z 609, Incidental Music, The Rival Sisters or The Violence of Love (1695) – (La suite est perdue) 
  - Movt. 1, Overture
  - Suite (Movements 2–9)
  - Movt. 10, Song, "Celia has a thousand charms"
  - Movt. 11, Song, "Take not a woman's anger ill"
  - Movt. 12, Song, "How happy, how happy is she"
- Z 610, Incidental Music, The Spanish Friar or The Double Discovery (1694–1695)
  - Movt. 1, Song, "Whilst I with grief"
- Z 611, Incidental Music, The Virtuous Wife or Good Luck at Last (1694) – (Un des mouvements de la suite est perdu)
  - Movt. 1, Overture
  - Suite
    - Movt. 2, Song tune
    - Movt. 3, Slow Air
    - Movt. 4, Air
    - Movt. 5, Preludio
    - Movt. 6, Hornpipe
    - Movt. 7, Minuet
    - Movt. 8, Minuet
- Z 612, Incidental Music, The Wives' Excuse or Cuckolds Make Themselves (1691)
  - Movt. 1, Song, "Ingrateful love!"
  - Movt. 2, Song, "Hang this whining way of wooing"
  - Movt. 3, Song, "Say, cruel Amoret"
  - Movt. 4, Song, "Corinna, I excuse thy face"
- Z 613, Incidental Music, Tyrannic Love or The Royal Martyr (1694)
  - Movt. 1, Song, "Hark! my Damilcar!"
  - Movt. 2, Song, "Ah! how sweet it is to love"

### Opéras etsemi-opéras(Z 626–632)
- Z 626, Opéra, Didon et Énée (Dido and Æneas) (vers 1688)
  - Movt. 1, Overture
  - Acte 1
    - Movt. 2a, Aria, "Shake the cloud from off your brow"
    - Movt. 2b, Chorus, "Banish sorrow, banish care"
    - Movt. 3, Aria and Ritornello, "Ah! Belinda, I am prest with torment"
    - Movt. 4, Duet (dialogue), "Grief increases by concealing"
    - Movt. 5, Chorus, "When monarchs unite"
    - Movt. 6, Trio (dialogue), "Whence could so much virtue spring?"
    - Movt. 7, Duet and Chorus, "Fear no danger"
    - Movt. 8, Trio (dialogue), "See, your royal guest appears"
    - Movt. 9, Chorus (dialogue), Cupid only throws the dart"
    - Movt. 10, Aria, "If not for mine"
    - Movt. 11, Prelude and Aria, "Pursue thy conquest, love"
    - Movt. 12, Chorus, "To the hills and the vales"
    - Movt. 13, Dance – The triumphing dance

  - Acte 2
    - Movt. 14, Prelude and Aria, "Wayward sisters"
    - Movt. 15, Chorus, "Harm's our delight"
    - Movt. 16, Aria, "The queen of Carthage, whom we hate"
    - Movts. 17 – 20, Chorus and Dialogue, "Ho ho ho!"
    - Movt. 21, Chorus, "In our deep vaulted cell"
    - Movt. 22, "Echo dance of the furies"
    - Movt. 23, Ritornello
    - Movt. 24a – b, Aria and Chorus, "Thanks to these lonesome vales"
    - Movt. 24c, Dance – Gittar ground
    - Movt. 25a, Aria, "Oft she visits this lone mountain"
    - Movt. 25b, Ritornello, "A Dance to entertain Aeneas by Dido's Women"
    - Movt. 26, Aria, "Behold, upon my bended spear"
    - Movt. 27, Aria and Chorus, "Haste, haste to town"
    - Movt. 28, Duet (dialogue), "Stay, Prince"

  - Acte 3
    - Movt. 29, Prelude and Aria, "Come away, fellow sailors"
    - Movt. 30, Dance – The sailor's dance
    - Movt. 31, Trio (dialogue), "See the flags and the streamers curling"
    - Movt. 32, Aria, "Our next motion"
    - Movt. 33, Chorus, "	Destruction's our delight"
    - Movt. 34, Dance – The witches' dance
    - Movt. 35a, Aria, "Your counsel all is urg'd in vain"
    - Movt. 35b, Trio (dialogue), "See, madam where the Prince appears"
    - Movt. 36, Chorus, "Great minds against themselves conspire"
    - Movt. 37, Aria, "Thy hand Belinda, darkness shades me"
    - Movt. 38, Ground, Aria and Ritornello, "When I am laid in earth"
    - Movt. 39, Chorus, "With drooping wings"
    - Movt. 40, Epilogue, "All that we know the angels do above"
- Z 627, Semi-opéra, Prophetess or The History of Dioclesian or Dioclesian (1690)
  - Movt. 1, 1st Music
  - Movt. 2, 2nd Music
  - Movt. 3, Overture
  - Acte 1
    - Movt. 4, 1st Act Tune (Hornpipe)

  - Acte 2
    - Movt. 5, Prelude, Aria and Chorus, "Great Diocles the boar has killed"
    - Movt. 6, Prelude and Aria, "Charon, the peaceful shade invites"
    - Movt. 7, Symphony
    - Movt. 8, Duet and Chorus, "Let all mankind the pleasures share"
    - Movt. 9, Prelude, Aria and Chorus, "Let the soldier's rejoice"
    - Movt. 10, Ritornello
    - Movt. 11, Trio and Chorus, "To Mars let 'em raise"
    - Movt. 12, Ritornello
    - Movt. 13a, Prelude – A Symphony of flutes in the air
    - Movt. 13b – c, Aria and Chorus, "Since the toils and hazards of war"
    - Movt. 13d, Aria and Ritornello, "With dances and songs"
    - Movt. 13e, Quartet and Chorus, "Let the priests with processions"
    - Movt. 14, Dance of the Furies
    - Movt. 15, 2nd Act Tune

  - Acte 3
    - Movt. 16, Chaconne (Two in one upon a Ground)
    - Movt. 16 (App 1), Aria, "When first I saw"
    - Movt. 17, Dance – The Chair Dance
    - Movt. 18, Prelude and Aria, "What shall I do"
    - Movt. 19, 3rd Act Tune

  - Acte 4
    - Movt. 20, Dance – Butterfly Dance
    - Movt. 21, Trumpet Tune
    - Movt. 22–23, Aria and Chorus, "Sound Fame"
    - Movt. 24, 4th Act Tune

  - Acte 5
    - Movt. 25, Dance – Country Dance
    - Movt. 26, Prelude and Masque, "Call the Nymphs and the fauns"
    - Movt. 27, Duet, "Come, come away"

  - First Entry
    - Movt. 28, Prelude and Chorus, "Behold, O mightiest of gods"
    - Movt. 29, Paspe
    - Movt. 30, Duet, "O, the sweet delights of love"
    - Movt. 31, Aria and Chorus, "Let monarchs fight"
    - Movt. 31 (App 2), Aria, "Since from my dear Astrea's sight"

  - Second Entry
    - Movt. 32a, Prelude
    - Movt. 32b, Duet, "Make room for the great god of wine"
    - Movt. 32c, Chorus, "I'm here with my jolly crew"
    - Movt. 32d, Dance – Dance of the Baccanals
    - Movt. 33, Aria and Ritornello, "Still I'm wishing"

  - Third Entry
    - Movt. 34, "Canaries"
    - Movt. 35, Duet (dialogue), "Tell me why my charming fair"

  - Fourth Entry
    - Movt. 36, Dance
    - Movt. 37, Aria and Chorus, "All our days"
    - Movt. 37 (App 3), Aria, "Let us dance"
    - Movt. 38, Trio, "Triumph, victorious love"
    - Movt. 39, Chorus
- Z 628, Semi-opéra, King Arthur or The British Worthy (1691)
  - Movt. 1, 1st Music
  - Movt. 2, 2nd Music
  - Movt. 3, Air
  - Movt. 4, Overture
  - Acte 1
    - Movt. 5, Prelude and Aria, "Woden, first to thee"
    - Movt. 6, Aria, "The white horse"
    - Movt. 7–8, Prelude, Aria and Chorus, "Brave Souls"
    - Movt. 9, Aria, "I call ye all to Woden's hall"
    - Movt. 10, Symphony, Aria and Chorus, "Come if you dare"
    - Movt. 11, 1st Act Tune

  - Acte 2
    - Movt. 12, Prelude and Aria, "Hither this way bend"
    - Movt. 13, Aria, Ritornello, "Let not a moon-born Elf"
    - Movt. 14, Dialogue and Chorus, "Come follow me"
    - Movt. 15, Dance, Aria and Chorus, "How blest are Shepherds"
    - Movt. 16, Symphony and Duet (dialogue), "Shepherd, leave decoying"
    - Movt. 17, Chorus and Hornpipe, "Come Shepherds"
    - Movt. 18, 2nd Act Tune

  - Acte 3
    - Movt. 19, Prelude and Aria, "What ho"
    - Movt. 20, Prelude and Aria, "What power art thou" (aria popularisée par Klaus Nomi sous le titre The Cold Song)
    - Movt. 21, Aria, "Thou doting fool forbear"
    - Movt. 22, Aria, "Great love"
    - Movt. 23, Aria, "No part"
    - Movt. 24, Prelude, Chorus and Dance, "See, see"
    - Movt. 25, Aria, Ritornello and Chorus, "Tis I, that have warn'd ye"
    - Movt. 26, Prelude and Duet, "Sound a Parley"
    - Movt. 27, Aria, Ritornello and Chorus, "Tis I, that have warn'd ye"
    - Movt. 28, 3rd Act Tune (Air)

  - Acte 4 (Scène 2)
    - Movt. 29, Duet, "Two Daughters"
    - Movt. 30a, Passacaglia
    - Movt. 30b–d, Aria, Ritornello and Chorus, "How happy the Lover"
    - Movt. 30e–i, Dialogue and Chorus, "No, no joy"
    - Movt. 31, 4th Act Tune

  - Acte 5 (Scène 2)
    - Movt. 32a, Prelude (Trumpet Tune)
    - Movt. 32b–c, Aria, "Ye Blust'ring Brethren"
    - Movt. 33, Symphony
    - Movt. 34, Duet and Chorus, "Round thy coasts"
    - Movt. 35a, Aria, "You say tis love"
    - Movt. 35b–c, Aria and Chorus, "This not my passion"
    - Movt. 35d–e, Aria and Chorus, "But one soft moment"
    - Movt. 36, Duet, "For folded flocks"
    - Movt. 37, Aria and Chorus, "Your hay is mown"
    - Movt. 38, Aria, "Fairest Isle"
    - Movt. 39, Chorus, "St George"
    - Movt. 40, 5th Act Tune (Chaconne)
- Z 629, Semi-opéra, The Fairy Queen (1692)

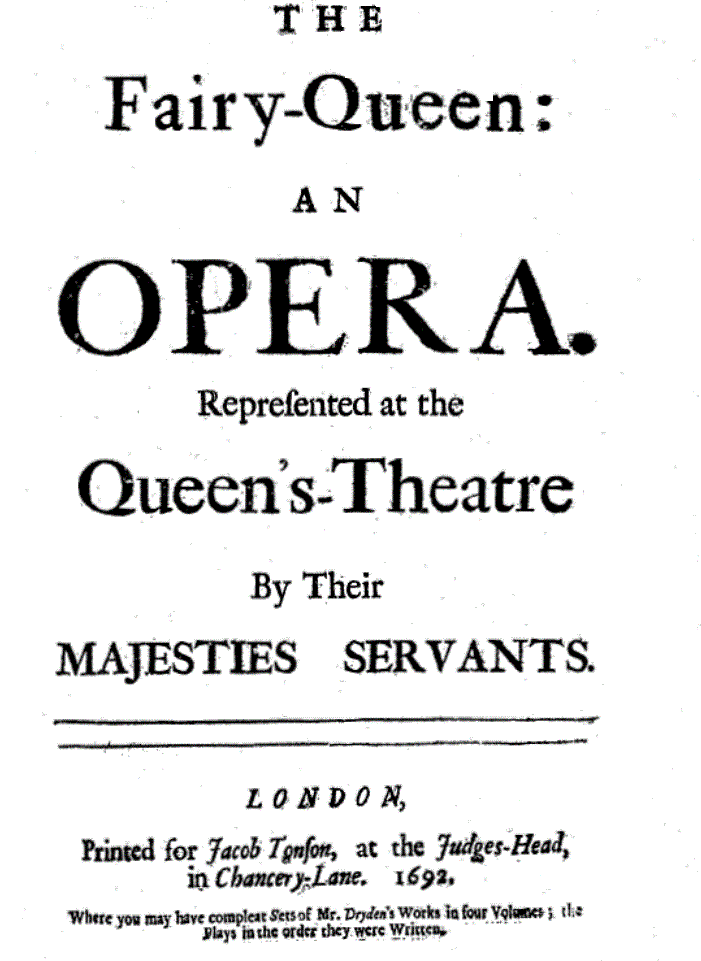
Page de garde du semi-opéra The Fairy Queen (1692).

- - Movt. 1, 1st Music (Prelude and Hornpipe)
  - Movt. 2, 2nd Music (Air and Rondeau)
  - Movt. 3, Overture (Grave and Canzona)
  - Acte 1
    - Movt. 4, Prelude and Aria, "Come, come, come, let us leave the town"
    - Movt. 5, Prelude, Aria and Chorus, "Fill up the bowl!"
    - Movt. 6, 1st Act Tune (Jig)

  - Acte 2
    - Movt. 7, Prelude and Aria, "Come all ye songsters of the sky"
    - Movt. 8a, Prelude
    - Movt. 8b, Trio, "May the god of wit inspire"
    - Movt. 8c, Echo
    - Movt. 9, Chorus, "Now joyn your warbling voices all"
    - Movt. 10a–b, Aria and Chorus, "Sing while we trip it on the green"
    - Movt. 10c, A dance of the fairies
    - Movt. 11, Prelude and Aria, "See even Night herself is here"
    - Movt. 12, Aria, "I am come to lock all fast"
    - Movt. 13, Prelude and Aria, "One charming night"
    - Movt. 14, Aria and Chorus, "Hush, no more, be silent all"
    - Movt. 15, Dance – A dance for the followers of the night
    - Movt. 16, 2nd Act Tune (Air)

  - Acte 3
    - Movt. 17, Prelude, Aria and Chorus, "If love's a sweet passion"
    - Movt. 18, Overture – Symphony while the swans come forward
    - Movt. 19, Dance – Dance for the fairies
    - Movt. 20, Dance – Dance for the green men
    - Movt. 21, Aria, "Ye gentle spirits of the air appear"
    - Movt. 22, Aria, "Now the maids and the men"
    - Movt. 23, Aria, "When I have often heard"
    - Movt. 24a, Dance – A dance of haymakers
    - Movt. 24b, Dance – Dance for a clown
    - Movt. 25, Aria and Chorus, "A thousand thousand ways we'll find"
    - Movt. 26, 3rd Act Tune (Hornpipe)

  - Acte 4
    - Movt. 27, Symphony – Sonata while the sun rises
    - Movt. 28, Aria and Chorus, "Now the night is chas'd away"
    - Movt. 29, Duet, "Let the fifes, and the clarions"
    - Movt. 30, Entry of Phoebus
    - Movt. 31, Prelude and Aria, "When a cruel long winter"
    - Movt. 32, Chorus, "Hail! Great parent of us all"
    - Movt. 33, Prelude and Aria, "Thus the ever grateful spring"
    - Movt. 34, Prelude and Aria, "Here's the summer, sprightly, gay"
    - Movt. 35, Prelude and Aria, "See my many colour'd fields"
    - Movt. 36, Prelude and Aria, "Next, winter comes slowly"
    - Movt. 37, Chorus, "Hail! Great parent of us all"
    - Movt. 38, 4th Act Tune (Air)

  - Acte 5
    - Movt. 39a, Prelude to Juno's song
    - Movt. 39b–c, Aria, "Thrice happy lovers"
    - Movt. 40, Aria, "O let me weep"
    - Movt. 41, Dance – Entry dance
    - Movt. 42, Symphony
    - Movt. 43, Aria, "Thus the gloomy world st first began to shine"
    - Movt. 44, Prelude, Aria and Chorus, "Thus happy and free"
    - Movt. 45, Ground and Aria, "Yes, Daphne, in your looks I find"
    - Movt. 46, Dance – Monkey's dance
    - Movt. 47, Prelude and Aria, "Hark how all things in one sound agree"
    - Movt. 48, Aria and Chorus, "Hark! Now the echoing air"
    - Movt. 49, Duet and Chorus, "Sure the dull god of marriage"
    - Movt. 50a, Prelude
    - Movt. 50b, Aria, "See, see, I obey"
    - Movt. 50c, Duet, "Turn then thine eyes"
    - Movt. 50d, Aria, "My torch, indeed will from such brightness shine"
    - Movt. 50e–f, Trio, "They shall be as happy
    - Movt. 51, Chaconne – Dance for the Chinese man and woman
- Z 630, Semi-opéra, The Indian Queen (1695)
  - Movt. 1, 1st Music, (Air and Hornpipe)
  - Movt. 2, 2nd Music, (Air and Hornpipe)
  - Movt. 3, Overture, (Grave and Canzon)
  - Prologue
    - Movt. 4a, Trumpet Tune
    - Movt. 4b, Aria, "Wake Quivera, wake"
    - Movt. 4c, Prelude
    - Movt. 4d, Aria, "Why should men quarrel"

  - Acte 2
    - Movt. 5, Symphony
    - Movt. 6, Aria and Chorus, "I come to sing great Zempoalla's story"
    - Movt. 7, Trio, "What flatt'ring noise is this"
    - Movt. 8, Trumpet tune
    - Movt. 9, Symphony
    - Movt. 10, Dance
    - Movt. 11, 2nd Act Music (Trumpet Tune reprise)

  - Acte 3
    - Movt. 12, Dance
    - Movt. 13, Aria, "Ye twice ten hundred deities"
    - Movt. 14, Symphony
    - Movt. 15, Aria, "Seek not to know what must not be reveal'd"
    - Movt. 16, Trumpet Overture (Canzon and Adagio)
    - Movt. 17a, Duet and Quartet, "Ah! Ah! How happy are we!"
    - Movt. 18, 3rd Act Tune (Rondeau)
    - Movt. 19, Aria, "They tell us that you mighty powers above"
    - Movt. 20, 4th Act Tune
    - Movt. 21a, Prelude and Chorus, "While thus we bow before your shrine"
    - Movt. 21b, Aria, "You who at the altar stand"
    - Movt. 21c, Prelude
    - Movt. 21d, Chorus, "All dismal sounds thus on these off'rings wait"
    - Movt. 22, Air
- Z 631, Semi-opéra, The Tempest or The Enchanted Island (vers 1695)
  - Movt. 1, Overture (Grave and Canzon)
  - Acte 2
    - Movt. 2, Duet (dialogue) and Chorus, "Where does the black fiend Ambition reside"
    - Movt. 3, Prelude and Aria, "Arise, ye subterranean winds"
    - Movt. 4, Dance

  - Acte 3
    - Movt. 5, Aria and Chorus, "Come unto these yellow sands"
    - Movt. 6, Prelude, Aria and Chorus, "Full fathom five"
    - Movt. 7, Aria and Ritornello, "Dry those eyes"
    - Movt. 8, Prelude and Aria, "Kind fortune smiles"

  - Acte 4
    - Movt. 9, Dance – Dance of devils
    - Movt. 10, Aria, "Dear pretty youth"

  - Acte 5
    - Movt. 11a, Recitative, "Great Neptune!"
    - Movt. 11b–d, Aria and Ritornello, "Fair and serene"
    - Movt. 12, Chorus and Ritornello, "The Nereids and the Tritons"
    - Movt. 13, Aria, "Aeolus, you must appear"
    - Movt. 14, Aria, "Your awful voice I hear"
    - Movt. 15, Prelude and Aria, "Halcyon days"
    - Movt. 16, Prelude and Aria, "See, see, the heavens smile"
    - Movt. 17, Duet and Chorus, "No stars again shall hurt you"
- Z 632, Semi-opéra, Timon of Athens (1694)
  - Movt. 1, Overture
  - The Masque
    - Movt. 2, Duet, "Hark! how the songsters of the grove"
    - Movt. 3, Aria, "Love in their little veins inspires"
    - Movt. 4, Trio, "But ah! how much are our delights"
    - Movt. 5, Aria, "Hence! Hence! Hence with your trifling deity"
    - Movt. 6, Chorus, "But over us no griefs prevail"
    - Movt. 7, Aria, "Come all to me"
    - Movt. 8, Chorus, "Who can resist such mighty, mighty charms"
    - Movt. 9, Aria, "Return, revolting rebels"
    - Movt. 10, Aria, "The cares of lovers"
    - Movt. 11, Aria, Love quickly is pall'd"
    - Movt. 12, Duet and Chorus, "Come, let us agree"
    - Movt. 13, Curtain Tune on a Ground

## Musique instrumentale

### Pour ensemble instrumental ou clavier (Z 641–860)
- Z 641, Air en sol majeur (date de composition inconnue)
- Z 642, Almand et Corant en la mineur (date de composition inconnue)
- Z 644, Corant en sol majeur (date de composition inconnue)
- Z 645, Ground on Gamut en sol majeur (date de composition inconnue)
- Z 646, A New Irish Tune en sol majeur ("Lilliburlero") (1687)
- Z 647, March en do majeur (1687)
- Z 648, March en do majeur (1687)
- Z 649, Minuet en la mineur (1687)
- Z 650, Minuet en la mineur (1687)
- Z 651, Minuet en sol majeur (date de composition inconnue)
- Z 652, Prelude en la mineur (date de composition inconnue)
- Z 653, Rigadoon en do majeur (1687)
- Z 654, Saraband en la mineur (date de composition inconnue)
- Z 655, A New Scotch Tune en sol majeur (1687)
- Z 656, Sefauchi's Farewell en ré mineur (1687)
- Z 660, Suite en sol majeur (1696)
- Z 661, Suite en sol mineur (1696)
- Z 662, Suite en sol majeur (1696)
- Z 663, Suite en la mineur (1696)
- Z 665, Suite en do majeur (1687)
- Z 666, Suite en do majeur (1696)
- Z 667, Suite en ré majeur (1696)
- Z 668, Suite en ré mineur (1696)
- Z 669, Suite en fa majeur (1696)
- Z 670, The Queen's Dolour en la mineur (date de composition inconnue)
- Z 716, Verse en fa majeur (date de composition inconnue)
- Z 717, Voluntary en do majeur (date de composition inconnue)
- Z 718, Voluntary en ré mineur (date de composition inconnue)
- Z 719, Voluntary for double organ en ré mineur (date de composition inconnue)
- Z 720, Voluntary en sol majeur (date de composition inconnue)
- Z 721, Voluntary en la majeur sur le psaume 100 (date de composition inconnue)

### Pour consort de violes

#### RecueilFantasies and In nomines(1680)
- Z 730, Chacony en sol mineur
- Z 731, Fantasy upon a Ground en ré majeur/fa majeur
- Z 732, Fantasy en ré mineur
- Z 733, Fantasy en fa majeur
- Z 734, Fantasy en sol mineur
- Z 735, Fantasy en sol mineur
- Z 736, Fantasy en si bémol majeur
- Z 737, Fantasy en fa majeur
- Z 738, Fantasy en do mineur
- Z 739, Fantasy en ré mineur
- Z 740, Fantasy en la mineur
- Z 741, Fantasy en mi mineur
- Z 742, Fantasy en sol majeur
- Z 743, Fantasy en ré mineur
- Z 744, Fantasy en la minor (inachevée)
- Z 745, Fantasy upon One Note en fa majeur
- Z 746, In Nomine en sol mineur
- Z 747, In Nomine, "Dorian", en sol mineur

#### Autres œuvres avec viole(s)
- Z 748, Pavan en la majeur (1680)
- Z 749, Pavan en la minor (1680)
- Z 750, Pavan en si bémol majeur (1680)
- Z 751, Pavan en sol mineur (1680)
- Z 752, Pavan en sol mineur (1680)
- Z 770, Overture en sol mineur (1680) – (Ce numéro est également attribué à une Suite en sol majeur)
- Z 771, Overture en ré mineur (date de composition inconnue)
- Z 772, Overture en sol mineur (date de composition inconnue)
- Z 780, Trio Sonata en sol mineur (date de composition inconnue)

### Pour petit ensemble instrumental

#### RecueilTwelve Sonatas in Three Parts(vers 1680)
- Z 790, Trio Sonata en sol mineur
- Z 791, Trio Sonata en si bémol majeur
- Z 792, Trio Sonata en ré mineur
- Z 793, Trio Sonata en fa majeur
- Z 794, Trio Sonata en la mineur
- Z 795, Trio Sonata en do majeur
- Z 796, Trio Sonata en mi mineur
- Z 797, Trio Sonata en sol majeur
- Z 798, Trio Sonata en do mineur
- Z 799, Trio Sonata en la majeur
- Z 800, Trio Sonata en fa mineur
- Z 801, Trio Sonata en ré majeur

#### RecueilTen Sonatas in Four Parts(vers 1680)
- Z 802, Trio Sonata en si mineur
- Z 803, Trio Sonata en mi bémol majeur
- Z 804, Trio Sonata en la mineur
- Z 805, Trio Sonata en ré mineur
- Z 806, Trio Sonata en sol mineur
- Z 807, Trio Sonata en sol mineur
- Z 808, Trio Sonata en do majeur
- Z 809, Trio Sonata en sol mineur
- Z 810, Trio Sonata en fa majeur (trio surnommé "The Golden Sonata")
- Z 811, Trio Sonata en ré majeur

#### Sonate isolée
- Z 850, [Trumpet] Sonata en ré majeur (1694)

### Funeral Sentences and Music for the Funeral of Queen Mary(Z 860)
- Z 860, Music for the Funeral of Queen Mary: March and Canzona (1695)
- Z 860 / Z 27 / Z 17 / Z 58c, Funeral Sentences

## Œuvres avec un numéro Z non-standard (ZD-ZT)

### Œuvres diverses
- ZD 4, Verse Anthem, "O god, they that love thy name" (date de composition inconnue)
- ZD 171, Song, "A Poor blind woman" (date de composition inconnue)
- ZD 172, Song, "When the cock begins to crow" (date de composition inconnue)
- ZD 201, Song, "When night her purple veil had softly spread" (date de composition inconnue)
- ZN 66, Verse Anthem, "If the Lord himself" (date de composition inconnue)
- ZS 69, Song, "Sweet tyranness, I now resign" (1667)
- ZS 70, Song, "Sweet tyranness, I now resign" (1678) – (version pour voix seule de ZS 69)

### Œuvres pour clavier ou clavier et instrument
- ZD 221, Ground en do mineur (date de composition inconnue)
- ZD 222, Ground en ré mineur (date de composition inconnue)
- ZN 773, Prelude en sol mineur/ré mineur (date de composition inconnue)
- ZT 675, Air en ré mineur (date de composition inconnue)
- ZT 676, Air en ré mineur (date de composition inconnue)
- ZT 677, Canary en si bémol majeur (date de composition inconnue)
- ZT 678, Trumpet Tune en do majeur (1696)
- ZT 680, Chaconne en sol mineur (1696)
- ZT 681, Ground en do mineur (date de composition inconnue)
- ZT 682, A New Ground en mi mineur (1687)
- ZT 683, Hornpipe en si bémol majeur (date de composition inconnue)
- ZT 684, Hornpipe en ré mineur (date de composition inconnue)
- ZT 685, Hornpipe en mi mineur (date de composition inconnue)
- ZT 686, Jig en sol mineur (1696)
- ZT 687, March en do majeur (1696)
- ZT 688, Minuet en ré mineur (1687)
- ZT 689, Minuet en ré mineur (1687)
- ZT 690, Overture en do mineur (date de composition inconnue)
- ZT 691, Overture en ré majeur (date de composition inconnue)
- ZT 692, Overture en ré majeur (date de composition inconnue)
- ZT 693/1, Overture en sol mineur (date de composition inconnue)
- ZT 693/2, Air en sol mineur (date de composition inconnue)
- ZT 694, Song Tune en do majeur (1687)
- ZT 695, Song Tune en do majeur (1687)
- ZT 696/1, Air en ré mineur (date de composition inconnue) – (Deuxième version de ZT 675)
- ZT 696/2, Air en ré mineur (date de composition inconnue)
- ZT 697, Trumpet Tune en do majeur (1696)
- ZT 698, Trumpet Tune en do majeur (1696)

## Œuvres sans numéro Z
- Full Anthem, "I was glad when they said unto me" (autrefois attribué à John Blow) (1685)
- Air en fa majeur pour clavier
- Prélude en do majeur pour clavier (attribué à Purcell)
- Voluntary pour clavier (attribué à Purcell)